# 成毅
傅詩淇（1990年5月17日—），艺名成毅。中國男演員、歌手。

## 個人概要
- 出生於湖南省懷化市，2008年畢業於湖南省懷化市辰溪二中特長班，同年考入中央戲劇學院2008級影視表演四班。
- 成毅的出道作品是《唐宮美人天下》中的馮小寶一角色，當時剛剛學校畢業的他表現雖青澀但生動真實。
- 2012年，首次出演電影《詭愛》，片中飾演亦正亦邪的男主角蘇陽，也是首次獻唱電影主題曲《薔薇誓戀》。
- 2016年，參與湖南衛視聯手上海戲劇學院出品的原創校園紀實節目《一年級·畢業季》播出，成毅在節目中擔任科班生隊長，獲得廣大觀眾認可。
- 2016年，以林驚羽一角出演電視劇《青雲志》進入大眾的視線。
- 2017年，發行個人首支單曲《再見以前》。
- 2020年，主演電視劇《琉璃》，飾演的禹司鳳而爆紅。
- 2022年，在《沉香如屑》中一人分飾三角。
- 2022年，出席智族GQ年度盛典，並獲得GQ年度突破藝人。
- 2023年，主演《蓮花樓》中飾演李蓮花/李相夷而再次爆紅，首度第一次在一個月內二登央視頻道（央八電視劇與央一綜合）播映，同年9月三度上星廣東衛視，同年12月四度上星央八，五度上星廣東衛視，六度上星貴州衛視，2024年一月七度上星河北衛視，同年2月八度上星重慶衛視。
- 2023年，出席愛奇藝尖叫之夜，獲得年度影響力男演員。
- 2024年，主演《深潛》中飾演雲弘深，沒有宣傳卻屢登劇集榜，因此又受到了更廣泛的關注。
- 2024年，出席愛奇藝尖叫之夜，獲得尖叫男演員。

## 演藝經歷
- 2011年11月，出演中國大陸古裝宮廷劇《唐宮美人天下》正式進入演藝圈。
- 2012年1月，出演中國大陸喜劇電影《親家過年》[1]。同年10月，主演中國大陸驚悚愛情電影《詭愛》，並演唱電影主題曲《薔薇戀誓》[2]。同年，出演古裝劇《王的女人》，飾演隨從柴頭。

- 2013年5月，主演的微電影《愛·漂移》上線[3]。

- 2013年6月，主演中國大陸愛情電影《原諒我，來不及愛你》[4]。並為該片演唱了主題曲《明了》[5]。

- 2013年9月，參演革命題材電視劇《愛在風起雲涌時》，飾演李沛均。

- 2014年6月，出演中國大陸情景喜劇電視劇《懂小姐》[6]。同年9月，主演中國大陸懸疑推理電影《女生宿舍》[7]。12月，主演的網絡科幻微電影《月夢奇緣》中飾演地球男子于展[8]。

- 2015年12月，出演中國大陸科幻喜劇電影《不可思議》[9]。

- 2016年7月，主演改编自中国大陆作家萧鼎的长篇小说《诛仙》的古装魔幻電視劇《青雲志》，憑藉飾演林驚羽一角而開始獲得全國觀眾的廣泛關注。同年10月，參加中國大陸湖南衛視綜藝節目《一年級·畢業季》[10]。同年10月，參加2016年中國金鷹電視藝術節開幕式，並登台演唱電視劇《青雲志》主題曲《浮誅》[11]。同年12月，參加安徽衛視2016國劇盛典，並登台演唱歌曲《告白氣球》[12]。

- 2016年12月21日，獲得第7屆網路牛耳獎網路年度新銳人物獎[13]。

- 2017年1月，參加2016微博之夜[14]。同年4月，發行個人首支单曲《再見以前》[15]。

- 2017年5月19日，電影《營救汪星人》開機，飾演男主角成斌。

- 2017年6月13日，推出個人第二支單曲《如果我深愛著你》[16]。

- 2018年4月，《怒海潛沙&秦嶺神树》開機；2018年8月，《怒海潛沙&秦嶺神树》殺青。

- 2018年8月，參演明朝历史古裝题材電視劇《山河月明》，飾演少年朱棣。

- 2018年9月，參演架空歷史古裝宮廷電視劇《长安诺》，飾演蕭承煦。2023年9月，上星江蘇衛視。

- 2019年2月，主演小說改編古裝玄幻仙俠劇《琉璃》，飾演男主角禹司鳳[17]。

- 2019年6月，改編自南派三叔小說《盜墓筆記》，主演的網路劇《怒海潛沙&秦嶺神树》開播，首次挑戰一人分飾兩角，飾演鐵三角之一的小哥張起靈/張不遜[18]，並參與演唱片尾曲《生如狂瀾》。

- 2019年11月17日，出演由刘国辉、赵立军执导的谍战剧《迷局破之深潜》，飾演雲弘深。

- 2020年7月1日，领衔主演的改编自飞花小说《剑器行》的古装青春情感悬疑宫廷剧《与君歌》（原名：梦醒长安）在横店开机。

- 2020年8月6日，领衔主演的改编自十四郎小说《琉璃美人煞》的古裝玄幻仙俠劇《琉璃》播出，並參與演唱插曲《守》。

- 2020年11月8日，领衔主演的改编自七薇小说《南风知我意1》与《南风知我意2》的現代劇《南風知我意》在雲南開拍，飾演男主角傅云深，官宣於同年11月12日舉辦開機儀式。

- 2021年3月12日，改编自苏寞小说《沉香如屑》编剧张鸢盎，主演的古裝仙俠劇《沉香如屑》在橫店舉行定妆直播，並於同年7月30日在橫店舉行開機儀式及發佈劇集預告片花。

- 2021年5月4日，出演的建黨百年獻禮劇《理想照耀中國》之《我們的陣地》播出，在劇中飾演志願軍戰士關崇貴。

- 2021年8月8日，湖南衛視金鷹獨播劇場及芒果tv於每晚8點同步播出成毅古裝青春情感懸疑劇《與君歌》。

- 2021年10月14日，主演小說改編古裝仙俠劇《沉香如屑》全劇組殺青。

- 2022年2月26日，《底線》（原名：庭前無訟）官宣，於長沙舉辦開機儀式，飾演周亦安。

- 2022年4月6日，《山河月明》，北京衛視黃金檔及優酷播出。

- 2022年5月20日，《底線》（原名：庭前無訟）殺青。

- 2022年6月6日，電視劇《蓮花樓》開拍。

- 2022年7月20日，電視劇《沉香如屑》与《沉香重華》於優酷晚上六點獨播；成毅一人分飾三角：六界帝君應淵、少年遊俠唐周、修羅王玄夜，並演唱人物曲《忘川》。

- 2022年9月19日，電視劇《底線》於湖南衛視及芒果TV&愛奇藝全網首播。2023年9月，二度上星江蘇衛視。

- 2022年10月17日，電視劇《蓮花樓》全劇組殺青。

- 2022年12月16日，獲得智族GQ年度突破藝人獎[19]。

- 2022年12月28日，電視劇《沉香如屑》安徽衛視開播，衛視首播，同時為2022年唯一上星的仙俠剧。

- 2023年1月9日，電視劇《英雄志》舉辦啟動儀式，6月15日全劇組殺青。

- 2023年1月16日，獲得百度沸點元宇宙之夜百度沸點年度影響力男主角獎[20]。

- 2023年7月23日，電視劇《蓮花樓》於愛奇藝晚上八點獨播，8月6日央視八套晚上9:30分播出。8月16日，二度上星央一。9月23日，三度上星廣東衛視。12月14日，四度上星央八。12月21日，五度上星廣東衛視。12月27日，六度上星貴州衛視。2024年1月30日，七度上星河北衛視。2月10日，八度上星重慶衛視。

- 2023年9月12日晚上六點，電視劇《南風知我意》於優酷獨播。

- 2023年10月8日，電視劇《狐妖小红娘 王權篇》官宣，飾演王權富貴。

- 2023年11月1日，憑藉電視劇《蓮花樓》李蓮花/李相夷一角獲得2023年中美電視節年度優秀青年演員獎[21][22]。

- 2023年11月25日，參加2023愛奇藝尖叫之夜，並與曾舜晞、肖順堯登台合唱歌曲《天下》；個人獲得年度影響力男藝人獎[23]。

- 2023年12月5日，參與2023微博視界大會，並獲得2023微博視界大會年度表現力演員[24]。

- 2023年12月14日，參與2023騰訊娛樂年度盛典娛樂白皮書，獲得2023騰訊娛樂白皮書年度電視劇影響力演員[25]、年度之星[26]兩項榮譽。
- 2024年1月5日，電視劇《狐妖小红娘王權篇》開機。
- 2024年4月30日，電視劇《赴山海》官宣，由騰訊視頻、愛奇藝、稻草熊影業、燁華影視和童樂影視共同出品；成毅一人分飾三角：蕭秋水、李沉舟、肖明明。
- 2024年5月2日，電視劇《狐妖小红娘王權篇》殺青。
- 2024年5月18日，電視劇《赴山海》於橫店影視城秦王宮舉行開機儀式，同年6月6日開拍，10月19日殺青。
- 2024年11月13日，電視劇《深潜》於央視八套電視台、愛奇藝平台聯合播出。
- 2024年12月7日，參加2024愛奇藝尖叫之夜，獲得尖叫男演員獎項。主演之電視劇《蓮花樓》李蓮花獲頒2024年度長青角色；電視劇《赴山海》獲頒最受會員期待劇集；電視劇《深潜》獲頒最受微博網友喜愛的劇集。
- 2024年12月20日，進入電視劇《長安二十四計》劇組拍攝。
- 2025年1月4日，參加2024騰訊視頻星光大賞，獲得年度星光演員獎項，主演之電視劇《赴山海》獲頒最受期待作品。
- 2025年3月8日，電視劇《長安二十四計》殺青。

## 作品

### 电视剧/网络剧
| 首播年份 | 片名              | 角色                   | 备注               |
| -------- | ----------------- | ---------------------- | ------------------ |
| 2011年   | 唐宮美人天下      | 馮小寶                 |                    |
| 2012年   | 王的女人          | 柴头                   |                    |
| 2014年   | 董小姐            | 董小燁男友             |                    |
| 2016年   | 青雲志            | 林惊羽                 |                    |
| 2019年   | 怒海潜沙&秦岭神树 | 張起靈／張不遜         | 網路劇             |
| 2020年   | 琉璃              | 禹司鳳／羲玄           |                    |
| 2020年   | 长安诺            | 萧承煦                 |                    |
| 2021年   | 理想照耀中国      | 关崇贵                 | 單元《我们的阵地》 |
| 2021年   | 與君歌            | 齊焱                   |                    |
| 2022年   | 山河月明          | 朱棣（少年）           | 2018年拍攝         |
| 2022年   | 沉香如屑          | 應淵／唐周／玄夜       |                    |
| 2022年   | 沉香重华          | 應淵／唐周／玄夜       | 網路劇             |
| 2022年   | 底線              | 周亦安                 |                    |
| 2023年   | 蓮花樓            | 李蓮花／李相夷         |                    |
| 2023年   | 南风知我意        | 傅云深                 |                    |
| 2024年   | 深潜              | 云弘深                 | 2019年拍攝         |
| 待播     | 赴山海            | 蕭秋水／李沉舟／肖明明 | 網路劇             |
| 待播     | 爱在风起云涌时    | 李沛均                 | 2013年拍攝         |
| 待播     | 英雄志            | 盧雲                   | 2023年拍攝         |
| 待播     | 狐妖小紅娘王權篇  | 王權富貴               | 網路劇             |
| 待播     | 長安二十四計      | 謝淮安                 | 2025年 3月8日殺青  |

### 电影
| 上映年份 | 日期     | 片名               | 角色       | 备注         |
| -------- | -------- | ------------------ | ---------- | ------------ |
| 2012年   | 1月18日  | 亲家过年           | 小小熊     | 導演：叶伟民 |
| 2012年   | 10月30日 | 詭愛               | 蘇陽       |              |
| 2013年   | 6月17日  | 原諒我，來不及愛你 | 蟲子       |              |
| 2013年   |          | 愛·漂移            | 小毅       | 導演：孫周欽 |
| 2014年   | 9月12日  | 女生宿舍           | 高慕南     |              |
| 2014年   | 12月17日 | 月夢奇緣           | 于展／于震 | 導演：李晨愷 |
| 2015年   | 12月4日  | 不可思議           | 田野       | 導演：孫周率 |
| 2019年   | 1月11日  | 營救汪星人         | 成斌       |              |

### 單曲
| 發行年份 | 日期     | 歌曲                                                | 備註                                              |
| -------- | -------- | --------------------------------------------------- | ------------------------------------------------- |
| 2012年   |          | 《薔薇誓戀》                                        | 電影《詭愛》主題曲                                |
| 2016年   |          | 《終有一天》                                        | 湖南衛視綜藝節目《一年級·畢業季》插曲，與群星合唱 |
| 2016年   | 《星辰》 | 湖南衛視綜藝節目《一年級·畢業季》主題曲，與群星合唱 |                                                   |
| 2017年   | 4月7日   | 《再見以前》                                        | 个人单曲                                          |
| 2017年   | 6月13日  | 《如果我深愛著你》                                  | 个人单曲                                          |
| 2019年   | 6月13日  | 《生如狂澜》                                        | 電視劇《怒海潜沙&秦岭神树》片尾曲                 |
| 2020年   | 8月14日  | 《守》                                              | 電視劇《琉璃》插曲                                |
| 2021年   | 1月2日   | 《心手相握》                                        | 《浙江卫视2021跨年晚会》主题曲                    |
| 2021年   | 8月25日  | 《相守》                                            | 電視劇《与君歌》插曲                              |
| 2022年   | 7月27日  | 《忘川》                                            | 電視劇《沉香如屑》插曲                            |
| 2023年   | 8月22日  | 《就在江湖之上（李相夷版）》                        | 電視劇《莲花楼》片头曲                            |
| 2023年   | 8月22日  | 《人世太匆忙 feat. 嚴藝丹（李莲花版）》（翻唱）     | 電視劇《莲花楼》片尾曲                            |
| 2023年   | 12月31日 | 《就在江湖之上（李莲花版）》（翻唱）                | 電視劇《莲花楼》片头曲                            |
| 2023年   | 12月31日 | 《天涯》                                            | 《笑傲江湖》（翻唱）片尾曲                        |
| 2024年   | 2月3日   | 《任逍遥》                                          | 《神雕侠侣》（翻唱）片头曲                        |
| 2024年   | 12月31日 | 《赴紅塵》                                          | 電視劇《赴山海》主題曲                            |
| 2024年   | 12月31日 | 《笨小孩》                                          |                                                   |
| 2025年   | 8月1日   | 《敢当》                                            | 中国人民抗战胜利80周年推广曲                      |

## 雜誌寫真
| 年份   | 月份       | 雜誌名稱            | 發售時間       | 備註           |
| ------ | ---------- | ------------------- | -------------- | -------------- |
| 2017年 | 2月        | So CooL             |                |                |
| 2020年 | 12月       | 时尚健康            |                |                |
| 2021年 | 3月        | 博客天下            |                |                |
| 2021年 | 4月        | 芭莎男士 BAZAAR MEN |                | 电子刊         |
| 2021年 | 5月        | 芭莎男士 BAZAAR MEN |                |                |
| 2021年 | 10月       | ELLEMEN新青年电子刊 |                |                |
| 2022年 |            | ELLEMEN 新青年      |                | 夏季刊         |
| 2022年 | 9月        | 时尚先生 fine       |                | A版            |
| 2022年 | 9月        | 时尚先生 fine       | B版            |                |
| 2022年 | 12月       | 悦游Traveler        |                | 平江慢生活大片 |
| 2022年 | 12月       | 费加罗男士          |                | A版            |
| 2022年 | 12月       | 费加罗男士          | B版            |                |
| 2023年 | 2月        | 时装 LOFFICIEL      |                | A版            |
| 2023年 | 2月        | 时装 LOFFICIEL      | B版            |                |
| 2023年 |            | GLASS MAN 中文版    |                | 第4期；A版     |
| 2023年 | 第4期；B版 | GLASS MAN 中文版    |                |                |
| 2024年 | 1月        | 睿士 ELLE MEN       | 1月8日 12:00   |                |
| 2024年 | 2月        | 新视线Wonderland.   | 2月5日 10:05   | A版            |
| 2024年 | 2月        | 新视线Wonderland.   | 2月5日 10:05   | B版            |
| 2024年 | 6月        | ELLE 世界服装之苑   | 5月16日 17:17  |                |
| 2024年 | 7月        | 时尚 COSMOPOLITAN   | 6月14日 14:00  | A版            |
| 2024年 | 7月        | 时尚 COSMOPOLITAN   | 6月14日 14:00  | B版            |
| 2024年 | 12月       | 时装男士            | 12月12日 11:00 | A版            |
| 2024年 | 12月       | 时装男士            | 12月12日 11:00 | B版            |

## 獎項
| 年份   | 日期     | 活動                           | 獎項                     | 備註 |
| ------ | -------- | ------------------------------ | ------------------------ | ---- |
| 2016年 | 12月21日 | 第7屆網路牛耳獎                | 網路年度新銳人物獎       |      |
| 2022年 | 12月16日 | 智族GQ年度盛典                 | 年度突破藝人             |      |
| 2023年 | 1月16日  | 百度沸點元宇宙之夜             | 年度影響力男主角         |      |
| 2023年 | 11月1日  | 中美電視節                     | 年度優秀青年演員         |      |
| 2023年 | 11月25日 | 愛奇藝尖叫之夜                 | 年度影響力男藝人         |      |
| 2023年 | 12月5日  | 微博視界大會                   | 年度表現力演員           |      |
| 2023年 | 12月14日 | 2023騰訊娛樂年度盛典娛樂白皮書 | 年度電視劇影響力演員     |      |
| 2023年 | 12月14日 | 2023騰訊娛樂年度盛典娛樂白皮書 | 年度之星                 |      |
| 2024年 | 1月24日  | 新京报2023年度剧集／演员榜     | 年度人气男演员《莲花楼》 |      |
| 2024年 | 12月7日  | 2024愛奇藝尖叫之夜             | 尖叫男演員               |      |
| 2025   | 1月4日   | 2024騰訊視頻星光大賞           | 年度星光演員             |      |

## 外部連結
- 成毅的新浪微博
- 成毅工作室的新浪微博（简体中文）
- 成毅的Instagram帳戶
- 成毅的抖音 （页面存档备份，存于）
- 成毅工作室的抖音 （页面存档备份，存于）